# ليزا كودي
ليزا كودي (بالإنجليزية: Liza Cody)‏ (11 أبريل 1944، لندن في المملكة المتحدة)؛ كاتِبة وروائية بريطانية.

## روابط خارجية
- ليزا كودي على موقع IMDb (الإنجليزية)
- ليزا كودي على موقع قاعدة بيانات الفيلم (الإنجليزية)